# Marie Chapalain
Marie Chapalain, veuve Mazé (Bourg-Blanc 1751 - Brest 1794) a été guillotinée pour avoir caché des prêtres réfractaires.

## Biographie
Marie Chapalain est née le 1er février 1751 à Bourg-Blanc et son frère Claude Chapalain est né le 8 mai 1753 à Bourg-Blanc également. Il était vicaire à Sizun
Tanguy Jacob est né le 6 mars 1751 à Mesnaot (Saint-Pabu) et est nommé en 1785 vicaire dans sa paroisse natale. Il refusa de prêter serment à la Constitution civile du clergé, devenant donc prêtre réfractaire et continua à célébrer des messes, baptêmes, etc. dans la clandestinité.
Marie a caché à Kernizan (Plouguin) son frère Claude et Tanguy Jacob, tous deux prêtres réfractaires. Ils furent tous les trois arrêtés sur dénonciation le 24 septembre 1794. Le président du tribunal voulut sauver Marie Chapalain, lui suggérant d'affirmer au tribunal qu'elle ne connaissait pas les prêtres, que ceux-ci l'avaient forcée à préparer à manger. La riposte fut foudroyante :  « Me lavaret eur gaou ! Me dianaout va breur ! Gwell eo mervel asamblez gantan ». (Moi mentir ! Moi renier mon frère ! Je préfère mourir avec lui).
Ils furent tous les trois guillotinés à Brest le 24 vendémiaire an III (15 octobre 1794),,. Ils furent les derniers prêtres guillotinés dans le Finistère pendant la Révolution française.

## Postérité et Hommages
Le 14 août 1994, l'évêque de Quimper et de Léon célébra une messe en la mémoire de Marie et Claude Chapalain et Tanguy Jacob, en présence d'une foule immense où figuraient 2 500 descendants de Marie Chapalain. Á cette occasion, une complainte (gwerz) a été écrite,.
Il existe une rue Marie Chapalain à Plouguin, et une rue Tanguy Jacob à Saint-Pabu.